# Abdelatif Saadoune
Abdelatif Saadoune (1 januari 1976) is een Marokkaans wielrenner. In 2006 en 2013 werd hij Marokkaans kampioen op de weg en in 2010 won hij het eindklassement van de UCI Africa Tour.

## Belangrijkste overwinningen
2002
1e etappe Ronde van Burkina Faso
Eindklassement Ronde van Burkina Faso
2006
 Marokkaans kampioen op de weg, Elite
2e en 10e etappe Ronde van Burkina Faso
2009
Eindklassement Tour des Aéroports
Eindklassement Ronde van Burkina Faso
4e en 6e etappe Ronde van Rwanda
2010
Proloog en 5e etappe Ronde van Mali
5e etappe Tour des Aéroports
GP Oued Eddahab
Eindklassement UCI Africa Tour
2011
 Pan-Arabische Spelen, ploegentijdrit (met Mouhssine Lahsaini, Smaïl Laâyoune en Adil Reda)
2012
Challenge du Prince – Trophée de la Maison Royale
2013
 Marokkaans kampioen op de weg, Elite
2014
Challenge du Prince – Trophée Princier
2015
GP Al Massira
Challenge Youssoufia

## Resultaten in voornaamste wedstrijden
| Jaar |  | WK op de weg |
| ---- |  | ------------ |
| 2010 |  | opgave       |
| 2011 |  | opgave       |
| 2014 |  | opgave       |

## Ploegen
- 2015 –  Al Marakeb Cycling Team (vanaf 28-5)

Aadel · Chaoufi · Elamid · Errajraji · Gaiz · Karmouchi · Lahsaini · Rhaili · Saadoune · Zahboune · El Ghouate (stagiair)